# Crotalaria longirostrata
Crotalaria longirostrata (лат.) — многолетнее бобовое растение, кустарник рода Кроталярия (Crotalaria) семейства Бобовые (Fabaceae). Произрастает в Мексики и Центральной Америке.
Листья «чипилина» (распространённое местное название Crotalaria longirostrata) — распространённый листовой овощ в кухнях юга Мексики, включая штаты Чьяпас, Оахака и Табаско, а также Центральной Америки, особенно Сальвадора, Гондураса и Гватемалы. Листья богаты железом, кальцием, магнием и бета-каротином. Их можно отваривать и подавать зелёными, сушить и использовать в качестве приправы или добавлять в тесто для тамале для цвета и вкуса.
Когда стручки растения высыхают, они раскрываются (трескаются), распространяя семена по большой площади. Это, в сочетании с тем фактом, что растение не поедается животными, дало чипилину репутацию инвазивного растения. В континентальной части США чипилин характеризуется как ядовитый сорняк, возможно, потому, что другие представители рода Crotalaria ядовиты для крупного рогатого скота. Импорт семян или растений чипилина запрещён в Австралии. Интродуцированные популяции существуют на острове Мауи на Гавайях.

## Таксономия
Вид Crotalaria longirostrata был описан Уильямом Гукером и Джорджем Арноттом и опубликована в The Botany of Captain Beechey’s Voyage в 1838 году.

## Описание
Crotalaria longirostrata — многолетнее бобовое растение, кустарник, достигающий высоты до 3 м. Стебли цилиндрические, почти голые. Листья сложные. Листочки в количестве три, эллиптические, 2,3-3,5 см длиной и 1,1-1,5 см шириной, боковые меньше, верхушка острая или округлая, основание клиновидное, верхняя поверхность голая, нижняя поверхность стригулозная; черешки 2,2-3,2 см длиной, прилистники линейно-треугольные и завитые, 1,5-2 мм длиной. Соцветие 14-25 см длиной, с 18-30 цветками, цветоножки 5-6 мм длиной, прицветники нитевидные, 3 мм длиной, прицветнички около 1 мм длиной, выше середины цветоножки. Цветки жёлтые, иногда с красными пятнами; доли чашечки 3-5 мм длиной и 2 мм шириной; Баннер длиной 11-16 мм и шириной 8-10 мм, крылья длиной 11-14 мм и шириной 4-5 мм, киль длиной 12-16 мм и шириной 8-11 мм, с очень удлинённым и загнутым дистально внутрь рострумом. Бобы длиной 1,8-1,9 см, опушённые, коричневые; семена почковидные, коричневые.

## Ареал
Crotalaria longirostrata встречаются в большинстве регионов Мексики, а также в Центральной Америкев Коста-Рике, Сальвадоре, Гватемале, Гондурасе, Никарагуа и Панаме.

## Применение

### Токсичность
Некоторые кроталярии ядовиты. Известны случаи отравления при употреблении другого растения, ошибочно принятого за сходство с чипилином (Crotalaria longirostrata).

### Лекарственное действие
Отвар листьев применяется внутрь для лечения гонореи, бессонницы и ревматизма. Наружно отвар стеблей и плодов используется для промываний. Сок сырого растения применяется в виде припарок и пластырей для кратковременного заживления ран. Отвар корня используется для лечения алкоголизма и бессонницы. Листьям приписывают снотворные, минерализующие, наркотические, слабительные и рвотные свойства.

### В кулинарии
Наиболее распространённое местное название Crotalaria longirostrata — чипилин. Он широко применяется в местной кухне. Чипилин можно использовать для приготовления самых разных блюд, в зависимости от региона. В Сальвадоре очень популярны супы с чипилином, яичный суп с чипилином, куриный суп с чипилином, говяжий суп с чипилином, а также тамале из кукурузного теста и чипилины с фасолью. В Гватемале с этим растением готовят тамале с чипилином: тамале из кукурузного теста, смешанного с листьями чипилина, которые обычно смешивают с измельченной свининой или курицей и заворачивают в банановые или кукурузные листья.
В мексиканском Чьяпасе тамале с чипилином готовят с начинкой из сыра, курицы или и того, и другого. Также в Чьяпасе с этой травой варят бульон, добавляя сушёные креветки и жареные шарики из теста. Чипилин широко используется в штате Чьяпас и продается на улицах многих городов. Традиционно в Табаско тамале также готовят из кукурузного теста, завернутого в банановые листья, что особенно популярно в субрегионе Чонтальпа.